# Mohun Bagan AC
Mohun Bagan AC je fotbalový klub z Kalkaty, nejpopulárnější klub Indie a nejstarší dosud existující v Asii. Celkem třikrát vyhrál indickou nejvyšší ligu (1997/98, 1999/00, 2001/02).

## Historie a úspěchy
Mohun Bagan byl založen 15. srpna 1889 a dostal název podle kalkatského paláce, v jehož zahradě zpočátku trénoval. V roce 1898 stál u zrodu Kalkatské fotbalové ligy, v níž získal 29 titulů. Klub slaví svůj svátek 29. července - toho dne v roce 1911 Mohun Bagan zvítězil 2:1 nad mužstvem East Yorkshire Regiment, byla to historicky první výhra indických fotbalistů nad anglickými a velké psychické povzbuzení pro indický boj za nezávislost, od těch dob byl Mohun Bagan také nazýván "indickým národním klubem" (indický režisér Arun Roy natočil o zápase dokonce celovečerní film). Mohun Bagan tvořil také tradičně základ indické reprezentace: u největších historických úspěchů (vítězství na Asijských hrách 1951 a 1962, čtvrté místo na olympiádě 1956, stříbro na Mistrovství Asie ve fotbale 1964) byli vždy kapitáni z tohoto klubu.
Pro Indii je typické, že fotbal zde není nejpopulárnějším sportem. Důvody jsou sociální a historické: zatímco jinde po světě šířili fotbal angličtí technici, studenti a námořníci, v koloniální Indii zastupovali britský živel příslušníci aristokracie a ti místo plebejského fotbalu pěstovali sporty jako tenis, kriket a pozemní hokej, které se v Indii uchytily víc než kopaná. Výjimkou je právě Kalkata a ještě bývalá portugalská kolonie Goa. Proto byla celostátní indická liga založena až roku 1997 a hrají v ní hlavně zástupci těchto dvou regionů. Mohun Bagan AC byl zakládajícím členem soutěže, nikdy z ní nesestoupil a třikrát ji vyhrál: 1998, 2000 a 2002.

## Další fakta
- Klubové barvy jsou zelená a kaštanová, přezdívka Mariners (Námořníci).
- Maskotem klubu je tygr Buggy.
- V roce 1989 vydala indická pošta známku na počest stého výročí založení klubu. Součástí oslav byl také přátelský zápas, v němž Mohun Bagan porazil Manchester City 1:0.
- Klub má svůj stadion v kalkatském parku Maidan (kapacita 22000 míst), ale důležité zápasy hraje na národním stadionu Yuva Bharati Krirangan (Stadion indické mládeže, lidově zvaný Slané jezero) pro 120000 diváků, jednom z největších na světě. Průměrná návštěva je kolem dvaceti tisíc lidí na zápas, což je nejvíce v Indii a v celosvětových statistikách se řadí Mohun Bagan kolem 120. místa.
- Klub spravuje mládežnickou akademii, kromě fotbalu provozuje Mohun Bagan také kriket.
- Hlavním sponzorem je ocelářská firma SAIL (Steel Authority of India Limited).

## Sestava
Základní jedenáctka Mohun Bagan AC v sezoně 2010-2011:
Sangram Mukherdží - Nallappan Mohanrádž, Anwar Ali, Rakéš Masi, Radhakrišnan Dhanaradžan - Surkumár Singh, Išfak Ahmed (kapitán), Satiš Kumár, Džajanta Sen (všichni Indie) - José Ramirez Barreto (Brazílie), Muritala Ali (Nigérie). Trenér: Subháš Bhoumik.